# Distretto di Mueang Lamphun
Il distretto di Mueang Lamphun (in thailandese: เมืองลำพูน) è un distretto (amphoe) della Thailandia, situato nella provincia di Lamphun.